# Masirina
Masirina, Mazirina o Massirina (in croato: Mažirina) è un isolotto della Croazia, situato a sud-est di Zuri e a sud-ovest di Sebenico, fa parte dell'arcipelago omonimo. Amministrativamente appartiene al comune di Sebenico, nella regione di Sebenico e Tenin.

## Geografia

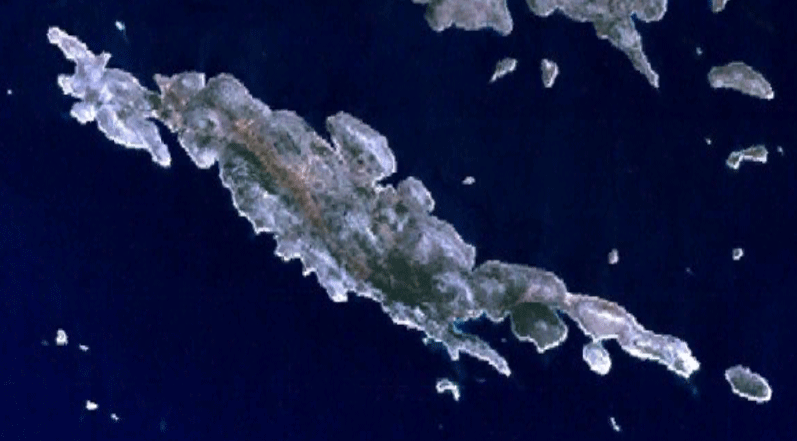
Zuri vista dal satellite. Masirina è nell'angolo in basso a destra.

Masirina si trova a sud del canale di Zuri (Žirjanski kanal) e dista 420 m da punta Rassoghe (rt Rashoe), la punta sud-orientale di Zuri, di cui è la naturale continuazione. L'isolotto ha una lunghezza di circa 820 m, una superficie di 0,266 km², uno sviluppo costiero di 2,08 km e un'altezza di 50,4 m.

### Isole adiacenti
- Isolotto delle Lucertole[3], Gusteranche[7][9] o scoglio Gusteraski[5] (Gušteranski); piccolo isolotto 2,5 km a nord-ovest, a circa 630 m dalla costa[2] nord-orientale di Zuri (di fronte a val Prisliga[3]); ha una superficie di 0,024 km²[1], uno sviluppo costiero di 0,59 km[1] e un'altezza di 22 m[2] 43°38′46″N 15°42′48″E.
- Gerbosniac (Hrbošnjak), a nord di punta Rassoghe.
- Scoglio Rassoghe[3][10] o Raffughe[5] (hrid Rashoe), situato a ovest di Masirina, circa 300 m[2] a sud di punta Rassoghe e segnalato da un piccolo faro[11]; ha una superficie di 553 m²[12] e l'altezza di 1 m[2] 43°37′34″N 15°43′46″E.
- Bacolo[3][5][7][13] (Bakul), scoglio di forma allungata, misura circa 230 m di lunghezza, situato circa 700 m[2] a sud di punta Cabal[3] (rt Kabal) e 1,9 km a sud-ovest di Masirina; ha una superficie di 9817 m²[12], uno sviluppo costiero di 556 m[12] e l'altezza di 2 m[2] 43°37′17″N 15°42′49″E.

### Cartografia
- (HR) Mappa topografica della Croazia 1:25000, su preglednik.arkod.hr. URL consultato il 15 giugno 2017.
- G. Giani, Carta prospettiva delle Comuni censuarie della Dalmazia, foglio 6, 1839. Fondo Miscellanea cartografica catastale, Archivio di Stato di Trieste.
- Carta di cabottaggio del mare Adriatico, foglio VII, Milano, Istituto geografico militare, 1822-1824. URL consultato il 17 giugno 2017 (archiviato dall'url originale il 13 aprile 2013).